# Peter Hardeman Burnett

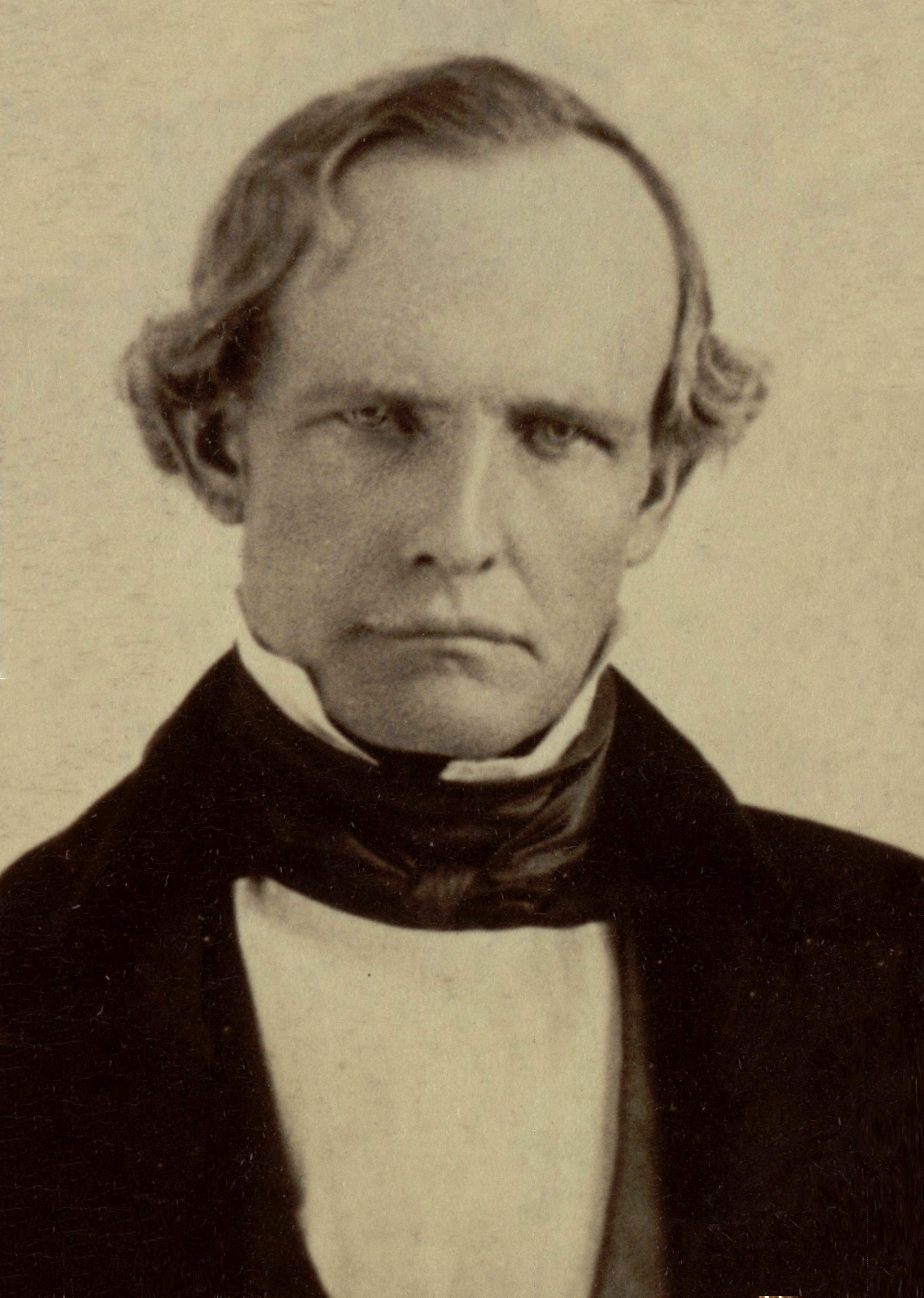
Peter Hardeman Burnett, ca 1860

Peter Hardeman Burnett (Nashville, 15 november 1807 - San Francisco, 17 mei 1895) was een Amerikaans politicus die van december 1849 tot januari 1851 dienstdeed als eerste gouverneur van Californië, dat op 9 september 1850 officieel als staat werd toegelaten tot de Unie.
Burnett was een pro-slavernij-Democraat die meermaals geprobeerd heeft om Afro-Amerikanen te weren uit Oregon Country, waar hij eerder in de provisionele legislatuur zetelde, en Californië. Ook was hij van mening dat het indiaanse ras uitgeroeid moest worden.
Tijdens zijn korte termijn als gouverneur van Californië verzuurden de relaties tussen hem en zowel de legislatuur als het brede publiek. Hij werd opgevolgd door zijn luitenant-gouverneur, John McDougall, die zijn rassenbeleid voortzette. Na zijn gouverneurschap was Burnett rechter, advocaat en bedrijfsleider. Hij was een voorstander van de racistische Chinese Exclusion Act van 1882. Burnett stierf in 1895 in San Francisco en werd begraven op het kerkhof van de Santa Clara de Asís-missie.
Burnett · McDougall · Bigler · N. Johnson · Weller · Latham · Downey · Stanford · Low · Haight · Booth · Pacheco · Irwin · Perkins · Stoneman · Bartlett · Waterman · Markham · Budd · Gage · Pardee · Gillett · H. Johnson · Stephens · Richardson · Young · Rolph · Merriam · Olson · Warren · Knight · P. Brown · Reagan · J. Brown · Deukmejian · Wilson · Davis · Schwarzenegger · J. Brown · Newsom
- Gemeinsame Normdatei: 138172528
- International Standard Name Identifier: 0000 0000 7357 2721
- Library of Congress Control Number: no89011433
- SNAC: w6m61td5
- Virtual International Authority File: 70145857795023020404
- WorldCat: E39PCjt9dm7DRq4xC9x4mFftjy